# Сајберпсихологија
Сајберпсихологија (позната и као интернет психологија, веб психологија или дигитална психологија) је научни интердисциплинарни домен који се фокусира на психолошке феномене који настају као резултат људске интеракције са дигиталном технологијом, посебно интернетом.

## Преглед
Сајберпсихологија је широко коришћен термин за интердисциплинарна истраживања која обично описује како људи комуницирају са другима преко технологије, како технологија утиче на људско понашање и психолошка стања и како технологија може бити оптимално развијена за људске потребе. Иако није експлицитно дефинисано као сајберпсихологија, претходна истраживања утицаја виртуелне стварности на људско понашање идентификовали су сајберпсихолози и искористили их да усмере параметре истраживачких области. Значај сајберпсихологије као независне и дефинисане области из постојећих студија су предложили истраживачи као што су Бруно Емонд и Роберт Л Вест, сугеришући да би ово поље требало да укључује когнитивно моделирање.
Иако је сајберпсихологија и даље широка, недавна истраживања се често појављују о утицају друштвених медија на поремећаје личности, зависност од рачунара, зависност од видео игрица и анксиозност на мрежи. Ефекти виртуелне терапије су такође идентификовани због глобалне пандемије ЦОВИД-19. Ове области истраживања укључују и позитиван утицај на људско психолошко стање у вези са интеракцијом са друштвеном вештачком интелигенцијом. Области истраживања укључују и утицај сајберпсихологије на друге области; у истраживању Скота М. Деба, о сајберпсихологији се говори као о међузависности са дисциплином сајбер безбедности, посебно у вези са људским субјектима.

## Професионална тела
Британско психолошко друштво има наменску секцију за сајберпсихологију која је основана 2018. Исто тако, Америчко психолошко удружење има наменски одсек за медијску психологију и технологију. 

## Утицаји
На прелазу миленијума Сједињене америчке државе су прешле границу од 50 процената у коришћењу интернета, коришћења личних рачунара и мобилних телефона. Релевантност истраживања интеракције између човека и рачунара (ХЦИ) у оквиру сајберпсихологије може постати видљивија и неопходнија у разумевању актуелног модерног начина живота многих људи.
Фејсбук, водећа онлајн платформа друштвених медија на глобалном нивоу, утиче на психолошки статус корисника на више начина. Фејсбук прати образац комуникације један на више, омогућавајући корисницима да деле информације о својим животима, укључујући друштвене активности и фотографије. Ова функција је побољшана 2012. године, када је имплементиран Фејсбук месинчер како би корисницима омогућио више комуникација један на један који се спајају са функцијом Фејсбук Чет. Корисници Фејсбука уживају у осећају повезаности.
Друштвени медији могу бити варљиви када корисник види само радосна или забавна искуства у животу пријатеља и упореди их са својим мањим искуствима. Потцењивање негативних искустава вршњака корелира са већом усамљеношћу и нижим укупним задовољством животом. Позивање на стална поређења неизбежно снижава самопоштовање и осећај сопствене вредности; стога се чини да налози на Фејсбуку и другим друштвеним медијима искоришћавају рањивост у људској природи.

### Депресија
Смањење самопоштовања може повећати депресију. Студије су показале да Фејсбук посебно може бити фактор депресије, посебно међу тинејџерским корисницима. Студија је закључила да честа употреба Фејсбука изазива осећај депресије и неадекватности. Социјални психолог Итан Крос, водећи аутор студије, изјавио је да је истраживање пратило како се расположење особе флуктуира током времена проведеног на Фејсбуку и да ли су модификовали своју употребу Фејсбука или не. Резултати сугеришу да како су учесници проводили више времена на Фејсбуку, њихов осећај благостања се смањио, а осећај депресије повећао. Друга студија је открила да су учесници у највишем квартилу посета сајтовима друштвених медија недељно имали повећану вероватноћу да доживе депресију.

### Друштвена изолација и остракизам
Прекомерна употреба друштвених медија повећава осећај друштвене изолације, јер виртуелни односи замењују аутентичне друштвене интеракције. Поред тога, једна студија је открила да друштвено одбацивање или остракизам у имерзивном виртуелном окружењу има негативан утицај на афект (емоцију), на исти начин на који остракизам негативно утиче на емоције у контексту стварног живота.
Величина ан друштвена мрежа појединца на мрежи је уско повезана са структуром мозга повезаном са друштвеном спознајом. Због приступа који су људи имали интернет технологијама, нека понашања се могу окарактерисати као тражење информација. Тражење информација је теорија о томе како се људи крећу интернетом да би задовољили потребе за информацијама. То у суштини каже да, када корисници имају одређени информациони циљ, они процењују информације које могу да извуку из било ког извора информација кандидата у односу на трошкове који су укључени у издвајање тих информација и бирају један или више извора кандидата тако да максимизирају однос. Са друштвеног становишта, интернет је плодно тло за стварање простора за односе, улоге и нови осећај себе.

### Негативни односи
Једно истраживање је показало да је висок ниво употребе Фејсбука повезан са негативним исходима веза (као што су развод и раскид) и да су ови негативни исходи посредовани сукобом око високог нивоа коришћења Фејсбука. Међутим, ово је важило само за оне који јесу или су били у релативно новијим везама од три године или мање.
Како би се изборили са неизвесношћу сумњиве романтичне везе, надзор партнера на Фејсбуку постаје све популарнији. Међутим, скептицизам између парова може неизбежно изазвати крај везе.
Ови налази не показују узрочност: понашања одржавања везе, као што су надзор и праћење, показатељи су тренутног нивоа поверења у вези. Ово сугерише да одређена понашања на друштвеним медијима могу да предвиђају негативне исходе, а не да их узрокују. Када је у питању технологија, многи људи не знају када је нешто пошло наопако док не крене по злу. Даље, Фацебоок може бити средство за јачање и реафирмацију односа, јер омогућава позитивно изражавање поверења, наклоности и посвећености.

### Страх од пропуштања (ФОМО)
Нуспродукт коришћења друштвених медија може бити „страх од пропуштања“ или ФОМО. Овај страх се развија из корисниковог понављајућег и опсесивног провера статуса ажурирања статуса „пријатеља“ и објава у вези са друштвеним догађајима или прославама, што резултира осећајем да је „изостављен“ ако се ти догађаји не доживе. Постоји и блиско повезан страх од пропуштања (ФОБМ), или страх од невидљивости. Овај страх укључује опсесивну потребу да се обезбеди стална ажурирања статуса о сопственом личном, свакодневном животу, кретању, путовањима, догађајима итд. који нису у могућности да се „искључе“. Докази сугеришу да је ова врста анксиозности посреднички фактор у повећаној употреби друштвених медија и смањеном самопоштовању.

### Недостатак сна
Друштвени медији који се користе могу довести до лошијег квалитета сна.
Студија коју су наручили хотели Травелодге закључила је да је Британија постала нација 'онлине-а-холика'. У просеку, Британци проводе 16 минута у кревету у друштвеном умрежавању са пријатељима сваке вечери – највеће време ћаскања је 21:45. Ово време проведено на друштвеним мрежама може утицати на квоту спавања Британаца јер су, у просеку, испитаници изјавили да спавају само шест сати и 21 минут по ноћи. 65% испитаника је изјавило последњу ствар коју раде пре него што заспу ноћу проверава њихов мобилни телефон да ли има текстуалних порука. У просеку, Британци ће сваке ноћи провести око девет минута слајући поруке пре него што заспу, а четири од десет одраслих изјавило је да имају редовну текстуалну комуникацију са пријатељима у кревету сваке ноћи.

### Поремећај зависности од интернета
Студије су показале везу између друштвених медија на мрежи, као што је употреба Фејсбука, са понашањем које изазива зависност, регулацијом емоција, контролом импулса и злоупотребом супстанци. То може бити зато што људи уче да брже приступају информацијама и да их обрађују и да брзо пребацују пажњу са једног задатка на други. Сав овај приступ и огроман избор узрокује да неки људи који траже забаву развију сталну потребу за тренутним задовољењем уз губитак стрпљења. Резултати анкете међу студентима универзитета показали су да је скоро 10% испунило критеријуме за оно шта истражитељи испуњавају. описати као „поремећену употребу друштвених мрежа“. Испитаници који су испунили критеријуме за „фејсбук зависност“ су такође пријавили статистички значајне симптоме сличне симптомима зависности, као што су толеранција (повећана употреба Фејсбука током времена), повлачење (раздражљивост када не могу да приступе Фејсбуку) и жудња за приступом сајту. „Наши налази сугеришу да можда постоје заједнички механизми који леже у основи зависности и од супстанци и од понашања“, додао је Хормес.
Преваленција зависности од интернета значајно варира између земаља и обрнуто је повезана са квалитетом живота. Многе земље у Азији (посебно Кина, Јужна Кореја и Јапан) изазвале су забринутост јавности због недавног пораста зависности од интернета.

### Поремећаји у исхрани
Неке студије су откриле корелацију између употребе друштвених медија и поремећаја исхране. 
Код студената, употреба друштвених медија предвиђа симптоматологију поремећене исхране и друге повезане варијабле (као што је нагон за мршавошћу и незадовољство телом). За мушкарце, медији користе предвиђено одобравање личне мршавости и дијете.

### Друштвени медији и АДХД
Нова истраживања сугеришу да зависност од интернета и нездрава активност друштвених медија могу бити распрострањенији код особа са АДХД-ом. Студенти мушкарци имају већу вероватноћу да ће бити позитивно тестирани на АДХД код одраслих него студенткиње; међутим, укупна повезаност између зависности од интернета и дефицита пажње је значајнија код жена.
Клинички психолог Мишел Франк је изјавила: „Мозак АДХД-а је већ онај који се бори са мотивацијом, активацијом, организовањем понашања, управљањем временом и одржавањем фокуса... Технологија, остављена без управљања, чини ове борбе знатно тежим. Јединствени изазови који резултат су главне рањивости на уобичајене замке коришћења технологије.“
Иако многи фактори доприносе АДХД-у (укључујући гене, тератогене, родитељске стилове, итд.), седентарни начин живота усредсређен на телевизију, компјутерске игрице и мобилне уређаје може повећати ризик од АДХД-а. Роберт Мелило, оснивач Браин Баланце Програма, „Када деца играју компјутерске игрице, њихови умови обрађују информације на много другачији начин од деце која, рецимо, трче по игралишту... Недавна истраживања су показала да играње компјутерских игрица гради само веома краткорочну пажњу коју треба често награђивати."

### Платформе за кратке видео снимке и менталне болести
Неколико студија је сугерисало да млади одрасли студенти са менталним поремећајима могу доживети негативне исходе као резултат коришћења кратких видео платформи као што је ТикТок. На пример, једна кинеска студија је открила негативне тенденције сазнања које могу довести до негативних емоција, на основу узорка са колеџа. Други истраживачи су такође истраживали манифестацију лажног поремећаја и поремећаја дисоцијативног идентитета међу сталним корисницима платформи друштвених медија као што је ТикТок.

### Позитивни корелати коришћења друштвених медија
Неколико позитивних психолошких исхода везано је за коришћење Фејсбука. Људи могу да стекну осећај друштвене повезаности и припадности у онлајн окружењу. Важно је да је ова друштвена повезаност на мрежи била повезана са нижим нивоима депресије и анксиозности и већим нивоом субјективног благостања.
Поруке се такође могу користити за изражавање поверења, наклоности и посвећености, чиме се јачају лични односи.

### Друштвени медији и мимови
Корисници интернета се понекад повезују једни са другима кроз наизглед смешне слике и текст: конкретно, интернет мим. Креирање и коришћење интернет мимова може помоћи људима да успешно комуницирају са другим људима на мрежи и да изграде заједничко искуство. Иако интернет мемови могу изгледати као једноставне референце на поп културу, они такође могу омогућити увид у формирање културе и језика.

## Психотерапија у сајбер простору
Психотерапија у сајбер-простору је такође позната као сајбертерапија или е-терапија. Прва инстанца ове праксе није укључивала интеракцију са човеком, већ програм под називом ЕЛИЗА, који је осмислио Џозеф Вајзенбаум да одговори на питања. и забринутост за основне Рогериан одговоре. ЕЛИЗА се показала толико убедљивом да су многи људи или помешали програм са људским, или су се емоционално везали за њега.
У онлајн саветовању, особа шаље е-пошту или ћаска на мрежи са терапеутом. Постоје и нове примене технологије у психологији и здравству које користе компоненте проширене и виртуелне стварности — на пример у лечењу бола, третману ПТСП-а, употреби аватара у виртуелном окружењу и компјутеризованим терапијама когнитивног понашања које сами и клиничари воде. Обимни рад Азија Барака (Универзитет у Хаифи) и све већег броја истраживача у САД и Великој Британији даје снажне доказе о ефикасности (а понекад и супериорности) компјутерски потпомогнутих интернет третмана у односу на 'традиционалне' приступи само у канцеларији. Национална здравствена служба Уједињеног Краљевства сада препознаје ЦЦБТ (компјутеризовану когнитивно бихејвиоралну терапију) као преферирани метод лечења за благе до умерене презентације анксиозности и депресије. Примене у психологији и медицини такође укључују такве иновације као што су „Виртуелни пацијент“ и други програми виртуелне/проширене стварности који могу да обезбеде полазницима симулиране сесије уноса, а истовремено обезбеђују средство за допуну клиничког надзора.
Многе контроверзе у вези са е-терапијом су се појавиле у контексту етичких смерница и разматрања.